# Ananás dos Açores
O Ananás dos Açores e mais concretamente o Ananás dos Açores/São Miguel DOP é um produto de origem portuguesa com Denominação de Origem Protegida pela União Europeia (UE) desde 21 de junho de 1996.

## Agrupamento gestor
O agrupamento gestor da denominação de origem protegida "Ananás dos Açores/São Miguel" é a PROFRUTOS - Cooperativa de Produtores de Frutas, Produtos Hortícolas e Florícolas de S. Miguel, C.R.L..